# テル・ミー・ホワイ (ニール・ヤングの曲)
「テル・ミー・ホワイ」（Tell Me Why）は、ニール・ヤングの1970年のアルバム『アフター・ザ・ゴールド・ラッシュ』に収録されている楽曲。
使用されている楽器はヤングとニルス・ロフグレンのアコースティック・ギターのみ。二人のギターは6本の弦が1音ずつ下げてチューニングされている。
1971年にカナダのトロントで行ったコンサートのライブ・バージョンが『Live at Massey Hall 1971』（2007年）に収録されている。
1976年11月にクレージー・ホースと行ったツアーの中からアコーステック・セットだけを集めたライブ・アルバム『Songs for Judy』（2018年）にライブ・バージョンが収録されている。
2010年1月29日、ロサンゼルスで様々なミュージシャンによるヤングのトリビュート・コンサートが開かれた。本作品を歌ったのはノラ・ジョーンズ。ボーカル・ハーモニーをサッシャ・ドブソンが務めた。同コンサートは2011年に『A MusiCares Tribute to Neil Young』としてDVD化された。